# Edward Higgins White II
Edward Higgins White II, más conocido como Ed White (San Antonio, Texas, 14 de noviembre de 1930 - Cabo Cañaveral, Florida, 27 de enero de 1967) fue un astronauta estadounidense. El 3 de junio de 1965 se convirtió en el primer estadounidense en realizar una caminata espacial. Murió en 1967 junto a los astronautas  Virgil Grissom y Roger B. Chaffee durante las pruebas de prelanzamiento para la primera misión tripulada del Programa Apolo.

## Trayectoria
Hijo de un general de división del Ejército de los Estados Unidos, miembro de los boy scouts en su infancia y adolescencia, en 1952 se graduó en Ciencias en la Academia Militar de Estados Unidos West Point, y luego se formó como Master en ingeniería aeronáutica en 1959 en la Universidad de Míchigan. Tras su formación en West Point formó parte del equipo olímpico estadounidense en los 400 m con obstáculos. Sus pasatiempos incluían el squash, balonmano, natación, golf y fotografía. En 1953 se casó con Patricia Finegan y tuvieron dos hijos: Edward White III (septiembre de 1953) y Bonnie Lynn (mayo de 1956). White fue toda su vida un devoto metodista.
Con el objetivo de lograr ser admitido como astronauta en la NASA, se inscribió en la Escuela de Pilotos de Pruebas en la base Edwards de la Fuerza Aérea. Recibió sus credenciales de Piloto de Pruebas en 1959 y fue transferido como piloto experimental a la Base de la Fuerza Aérea Wright-Patterson en Ohio, en la División de Sistemas Aeronáuticos, donde realizó diversos vuelos de pruebas para investigaciones y desarrollo de armas, en donde participó escribiendo diversos reportes y recomendaciones para la mejora en el diseño y la construcción de las aeronaves.
Fue seleccionado como astronauta por la NASA en septiembre de 1962 para el segundo grupo de astronautas. Fue piloto de la misión Gemini 4, donde realizó 66 órbitas a la tierra durante los 4 días de misión entre el 3 y el 7 de junio de 1965. Durante la tercera órbita realizó la primera actividad extra vehicular de los Estados Unidos. Estuvo fuera de la cápsula Gemini por 21 minutos, y se convirtió en el primer hombre en controlar su propio movimiento en el espacio con una unidad de maniobras. Esta misión sirvió también para probar la despresurización de la cabina, la apertura de puertas, y 12 experimentos científicos y médicos en el espacio. Fue también piloto de reserva para la misión Gemini 7.
El 21 de marzo de 1966 fue seleccionado como uno de los pilotos para el módulo de comando de la misión AS-204, la primera del Apolo con 3 astronautas. En enero de 1967 murió en un trágico incendio que ocurrió durante un entrenamiento para el proyecto Apolo, episodio que fue conocido como Apolo 1. En el incendio también murieron sus dos compañeros Virgil "Gus" Ivan Grissom y Roger Bruce Chaffee.

## Premios y distinciones
Premios, distinciones y medallas otorgadas a Edward Higgins White II.
- Golden Plate Award.
- Honorary Doctorate degree in Astronautics, University of Michigan.
- NASA Exceptional Service Medal and Senior Astronaut Wings (Por su trabajo durante la misión Gemini 4).
- Medalha Bandeirantes va Cosmonautica.
- Firefly Club Award.
- Ten Outstanding Young Men of the Nation for 1965.
- Five Outstanding Young Texans for 1965.
- The John Fitzgerald Kennedy Trophy.
- Aerospace Primus Club.
- 1966 Achievement Award, National Aviation Club.
- General Thomas White Award.
- De manera póstuma le fue entregada la Congressional Space Medal of Honor.Primer paseo espacial de EE. UU.

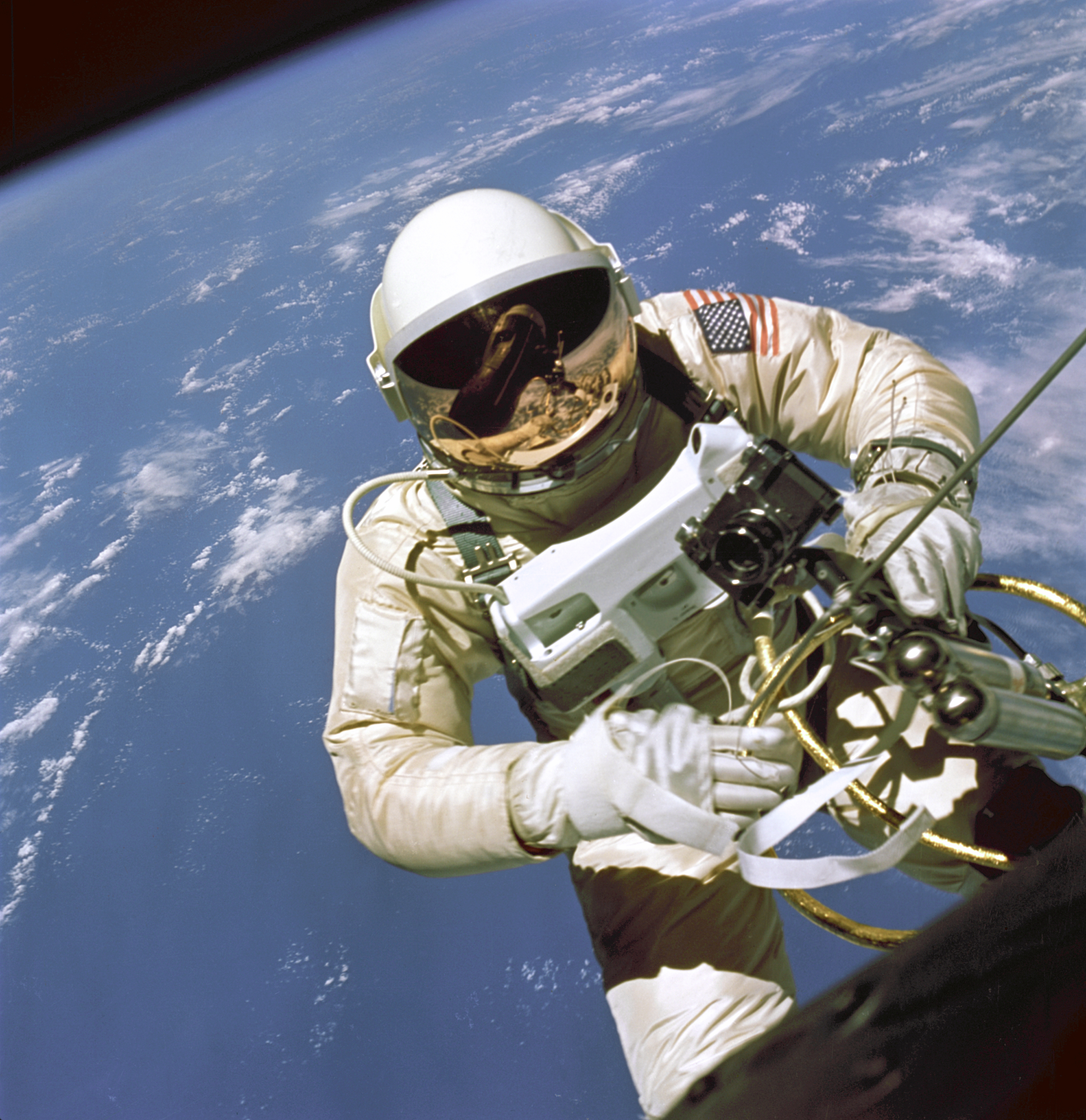
Primer paseo espacial de EE. UU.

## Eponimia
- El cráter lunar White lleva este nombre en su memoria.[4]